# Telenor Danmark
Telenor Danmark var en dansk mobiloperatör med huvudkontor i Köpenhamn. Verksamheten startades 1991 och hade omkring 1,4 miljoner kunder i Danmark. Sedan 2004 ägs Sonofon av norska Telenor. Det upplösten 2005.
Sedan 2006 använder man även Telenors blå logotyp och formspråk i sin kommunikation. Den 15 juni 2009 bytte Sonofon namn till Telenor.